# Pleurothallis taracuana
Pleurothallis taracuana är en orkidéart som beskrevs av Rudolf Schlechter. Pleurothallis taracuana ingår i släktet Pleurothallis och familjen orkidéer. Inga underarter finns listade i Catalogue of Life.